# Рехвиашвили, Александр Роландович
Александр Роландович Рехвиашвили (груз. ალექსანდრე რეხვიაშვილი; 6 августа 1974, Тбилиси, Грузинская ССР, СССР) — грузинский футболист.

## Карьера

### Клубная
Клубную карьеру начинал в 1991 году в тбилисском «Динамо». Далее выступал за «Гурию». В 1994 году играл за украинский клуб «Темп» Шепетовка, однако вскоре вернулся на родину и выступал за «Металлург» Рустави. В 1997 году перешёл в рижский «Сконто», за который выступал на протяжении 6 лет и был капитаном команды. В начале 2001 года мог покинуть клуб, но руководство удержало игрока. Рехвиашвили настойчиво просил клуб продать его. Возник вариант с российским «Ураланом», и он уже собрался лететь в Элисту, но в итоге поехал в Турцию с «Торпедо-Металлургом», с которым в 2003 году и подписал контракт. Далее играл за «Вентспилс», азербайджанский «Баку», завершил карьеру в 2006 году в «Юрмале».

### В сборной
С 1999 по 2006 год провёл 21 матч в составе сборной Грузии.

### Тренерская
После окончания футбольной карьеры на протяжении полутора лет занимался далеким от футбола делом. Позже вернулся в футбол. Получил лицензию агента ФИФА и тренерскую лицензию УЕФА категории «B». С 2010 по 2012 годы работал спортивным директором латвийского клуба «Олимп», который является фарм-клубом «Сконто». Когда начал работать в этом клубе, Рехвиашвили сдал свою лицензию агента, поскольку правила запрещают совмещения агентской деятельности и работы в клубе. В июне 2012 года по приглашению главного тренера бакинского «Интера» Кахабер Цхададзе назначен спортивным директором клуба.

## Личная жизнь
Женат на русской девушке, гражданке Латвии.